# 黄学禄
黄学禄（1938年—），河南信阳人，中国人民解放军将领、中国人民解放军中将。 
1955年7月加入中國共產主義青年團，1959年加入中國共產黨，1997年7月，授予中国人民解放军中将，1996年9月至1999年5月曾任济南军区副政治委员。
2003年3月至2008年3月，擔任第十屆全國人大代表，十屆全國人大教科文衛委員會委員 

## 外部連結
- 中共政治菁英資料庫[永久]